# ミヒャエル・エッサー
ミヒャエル・エッサー（Michael Esser 、1987年11月22日 - ）は、西ドイツ・ノルトライン＝ヴェストファーレン州カシュトロップ＝ラウクセル
出身の元サッカー選手。現役時代のポジションは、ゴールキーパー。

## クラブ経歴
アマチュアクラブでのプレーを経て、2008年半ばにVfLボーフムのセカンドチームに加入。2010年夏、クラブと2年間のプロ契約を締結した。2012年5月6日、2.ブンデスリーガ最終節のFCエルツゲビルゲ・アウエ戦で念願のプロデビューを果たした。
2015年4月、SKシュトゥルム・グラーツと3年契約を結んだ。
2016年6月、SVダルムシュタット98に移籍。
ダルムシュタットの2.ブンデスリーガ降格に伴い、2017年5月にハノーファー96に移籍。
2020年1月、TSG1899ホッフェンハイムに移籍。
2021年6月21日、VfLボーフムにフリー移籍で復帰し、2023年までの契約を結んだ。